# Gerry Carroll
Gerry Carroll   (Belfast, 27 d'abril de 1987) és un polític irlandès del People Before Profit i càrrec electe de la circumscripció electoral de Belfast West a l'Assemblea d'Irlanda del Nord des del maig de 2016. Del 2014 fins al 2016 també va representar l'àrea electoral del districte de Black Mountain a l'Ajuntament de Belfast.

## Trajectòria
Quan tenia 16 anys, Carroll va recaptar fons amb altres activistes per a viatjar a Edimburg per a la protesta Make Poverty History. Es va presentar a les eleccions de Belfast West de 2011, originades per la renúncia de Gerry Adams, pel People Before Profit, i va obtenir el 7,6% dels vots. A les eleccions a l'Ajuntament de Belfast de 2014 va guanyar un dels set escons de l'àrea electoral de Black Mountain, quedant tercer. Després de la seva elecció, va optar per no descriure's com a nacionalista o unionista, sinó com a socialista. Va tornar a presentar-se a les eleccions generals de 2015, aquesta vegada va quedar segon amb el 19,2% dels vots.
Després de ser escollit regidor, Carroll va criticar les pujades salarials que es van atribuir els regidors, mentre que la resta del personal de l'ajuntament patia retallades salarials efectives, i va fer campanya contra la privatització i les retallades.
Va criticar el «suport al capitalisme» del Sinn Féin i va parlar en contra del «caràcter sectari» de la política a Irlanda del Nord. L'agost de 2014 va afirmar que «a Irlanda del Nord el sectarisme és al cor de l'estat. No ho accepto, però tampoc no accepto l'estat conservador de dreta al sud». A les eleccions generals d'Irlanda del Nord de 2016 va ser escollit per Belfast West, i va ser reelegit a les eleccions de 2017.
El suport de Carroll al Brexit, en un àmbit en què tres quartes parts dels votants van votar per romandre a la Unió Europea, va atreure les crítiques del Sinn Féin. Carroll es va presentar a les eleccions al Parlament del Regne Unit de 2019 i va ocupar el segon lloc darrere del diputat del Sinn Féin Paul Maskey.